# Enrico IX l'Anziano
Enrico IX di Slesia detto l'Anziano o il Vecchio (polacco: Henryk IX Starszy) (1390 circa – Krosno Odrzańskie, 11 novembre 1467) è stato un nobile polacco. Fu duca di Głogów durante il periodo 1397-1412 (come co-sovrano di suo fratello), durante il governo del 1412-17 su Szprotawa, Krosno Odrzańskie, Świebodzin e  metà di Głogów (con i suoi fratelli come co-governanti), dal 1417 sovrano su Szprotawa, metà di Głogów, dal 1420 sovrano su Kożuchów e Zielona Góra, dal 1430 sovrano su Krosno Odrzańskie e Świebodzin e dal 1446 duca di Lubin.
Era il secondo figlio di Enrico VIII il Passero, duca di Głogów, da sua moglie Katharina, figlia del duca Ladislao II di Opole.

## Biografia
Dopo la morte del padre nel 1397, la Duchessa Katharina si trasferì con i loro figli a Kożuchów, che, insieme a Zielona Góra, era la sua Oprawa wdowia. Tra il 1397 e il 1401 la custodia ufficiale dei principi e la reggenza del ducato fu detenuta dal duca Rupert I di Legnica. Questo è stato un compito difficile, dal momento che Enrico VIII lasciava le sue terre in una situazione finanziaria difficile. Rupert I iniziò gradualmente il pagamento dei creditori di Enrico VIII e migliorò la situazione generale del ducato. Il Reggente concesso assistenza speciale alle principali città del Ducato: Głogów, Krosno Odrzańskie e Szprotawa.
Dopo che suo fratello maggiore Giovanni I ottenne la sua maggioranza nel 1401, assunse la tutela dei suoi fratelli più giovani e assunse il pieno governo del ducato. Nel 1403 i fratelli ricevettero le terre del loro zio Enrico VI il Vecchio dopo le dimissioni della sua vedova Edvige di Legnica, che li governò come sua Oprawa wdowia dal 1393. Nel 1412 fu fatta la divisione formale del ducato: Enrico IX, insieme con i suoi fratelli Enrivo X di Żagań  e Venceslao ottennero il ducato di Głogów (che comprendeva metà di Głogów, Świebodzin, Krosno Odrzańskie e Szprotawa).

### Il periodo di governo
Nel 1417 fu creato un nuovo trattato di divisione, questa volta nel ducato di Głogów: Enrico IX e Enrico X  mantennero Głogów e Szprotawa, ma regalarono al loro fratello minore Venceslao le città di Świebodzin, Krosno Odrzańskie e Bytnica (quelle zone tornarono a lui nel 1431 dopo la morte di Venceslao). Enrico IX e Enrico X governarono insieme, ma i compiti del governo rimasero nelle mani di Enrico IX. Enrico X  rimane al servizio dei re di Boemia e Ungheria e dell'imperatore Sigismondo, sotto i cui ordini combatté contro gli ussiti e fece missioni diplomatiche in Danimarca, dove morì nel 1423 poco prima del suo matrimonio con un parente di re Eric. Dalla morte di suo fratello, Enrico IX governò il ducato da solo. In precedenza, aveva ricevuto le città di Kożuchów e Zielona Góra dopo la morte di sua madre nel 1420; tuttavia, questa eredità non contava con l'approvazione del fratello maggiore Giovanni I e portò alla guerra a breve termine tra i figli di Enrico VIII. Il conflitto si concluse con successo da Enrico IX, che riuscì a mantenere le città (la disputa alla fine fu decisa dal principe elettore Rodolfo III di Sassonia, lasciando intatti i due principi con le sue terre).
Secondo le cronache contemporanee Enrico IX era un uomo mite, di una mente pacifica. In gioventù ha proposto come vescovo di Breslavia, ma non ha accettato. Durante il suo governo furono sviluppate le turbolente guerre hussite, che includevano il ducato di Slesia; tuttavia, è riuscito a mantenere la pace su Głogów.
Nel 1416 Henryk IX fu un mediatore in una disputa tra i figli di Przemyslaus I Noszak, Duca di Cieszyn. Nel 1420 ebbe luogo a Wroclaw il grande congresso dei principi slesiani, dove era presente anche Enrico IX. I principi rendevano omaggio all'imperatore Sigismondo. Nel 1423 Enrico IX, insieme al fratello Giovanni I, e altri principi della Slesia presero parte all'incontro di Presisburgo (ora Bratislava), dove discusse con l'Ordine Teutonico e le città della Lusazia, l'ulteriore spartizione della Polonia. È stata data particolare attenzione alla rinuncia alla politica del re Władysław II Jogaila di Polonia, che ha promosso gli insorti hussiti.
La cooperazione con la Casata del Lussemburgo ha permesso a Henryk IX di ottenere parti dell'eredità del nonno materno Ladislao di Opole; tuttavia, la volatilità economica e la subordinazione dei duchi Bernardo di Niedmolin (Falkenberg) e Bolko IV di Opole alla fine convinsero l'imperatore il 16 settembre 1435 a confermare la sentenza favorevole ai duchi di Opole dopo un arbitrato fatto a Praga il 2 luglio 1417 , che obbligò Enrico IX a restituire ai duchi di Opole le terre da lui prese.
Nei primi mesi del 1425 iniziò ad organizzare la spedizione di rappresaglia hussita in Slesia. La reazione dei sovrani slesiani fu diversa: alcuni di loro passavano sugli ussiti (come Bolko V l'Ussita), mentre altri li combattevano, come Enrico IX. L'entrata delle truppe hussite nel ducato Głogów causò grandi distruzioni. Enrico IX cercò l'assistenza del re polacco Wladyslaw II Jogaila. In cambio della protezione del re contro gli ussiti, promise di nominarlo suo erede, ma questi sforzi non hanno prodotto risultati importanti. Nel 1431, durante la successiva invasione ussita, Henryk IX fu in grado di respingerli. Nel 1433, insieme alle truppe dalla Polonia e dall'Ordine Teutonico, prese parte alla guerra contro gli Ussiti.
Durante la successiva guerra contro la Boemia durante il 1438-1439, Enrico IX sostenne Alberto II d'Asburgo e il 3 dicembre 1438 gli rese omaggio. All'inizio dell'anno seguente riuscì a respingere le truppe della Grande Polonia agli incroci del fiume Odra nonostante le sue forze molto più piccole.
La reputazione di Enrico IX in Slesia fu enorme; per esempio, nel settembre del 1444 il duca fu mediatore nel conflitto tra i duchi di Oleśnica. Due anni dopo, nel 1446, riuscì a prendere il controllo di Lubin, quando i suoi sovrani, i Duchi Giovanni I e Enrico X gli affidarono questa terra.
Il 19 aprile 1458, Enrico IX accettò di presiedere l'associazione dei principi e delle città della Slesia contro Giorgio di Poděbrady, il nuovo re di Boemia. Tuttavia, dopo il riconoscimento generale del nuovo sovrano boemo l'anno successivo, finalmente gli rese omaggio a Świdnica. Questo passo fu seguito dall'investitura formale a Re Giorgio del Ducato di Opole, il 26 ottobre 1463. Tuttavia, in vista della forte resistenza di entrambi i Duchi Enrico IX e Nicola I, il Re decise infine di prendere un compromesso il 29 aprile 1464 , in base al quale rinunciò a tutte le sue pretese su Opole in cambio di 14.000 pezzi d'oro.

### Gli eventi nel ducato
Durante il suo regno, il ducato di Głogów fu testimone di eventi importanti: il 17 maggio 1462 ebbe luogo in città l'incontro tra re Casimiro IV di Polonia e re Giorgio di Boemia. Accordarono lì che, dopo la morte di Giorgio, il trono di Boemia poteva passare al figlio di Casimiro IV. Durante questo importante incontro sono state discusse anche le dispute tra la Polonia e il Ducato di Głogów. Qualsiasi controversia tra di loro è stata risolta dopo un ulteriore congresso a Babimost e Gościkowo (Paradyż).
Nonostante la proficua collaborazione con il re di Boemia, il 23 dicembre Enrico IX fu scomunicato dal Papa per aver accettato la nomina del principe polacco come erede della Boemia.
Alla fine del suo regno, Enrico IX concentrò tutte le sue energie nella sua guerra contro il nipote Giovanni II il Pazzo, al fine di ripristinare il ducato di Żagań al nipote maggiore e il fratello di Giovanni II, Baldassare. Poche sono le informazioni sulle attività del governo di Enrico IX. Tuttavia, a Głogów furono emanate nuove leggi e ordini giudiziari, da lui creati. Durante questo periodo, i problemi finanziari continuarono.
Enrico morì l'11 novembre 1467 a Krosno Odrzańskie e fu sepolto nella cappella dei missionari di Kożuchów.